# Ройзман Вілен Петрович
Вілен Петрович Ройзман (нар. 31 березня 1935, Летичів, Кам'янець-Подільська область, Українська РСР, СРСР — 9 жовтня 2020, Хмельницький, Україна) — науковець та освітянин, доктор технічних наук, професор, заслужений діяч науки і техніки України, академік Міжнародної академії інформатизації.

## Життєпис
Народився 31 березня 1935 року в селищі Летичів Кам'янець-Подільської області у родині службовців. 
1944 - 1952 рр. навчання у Хмельницькій середній школі № 6. 1953—1958 рр. — студент Харківського авіаційного інституту за спеціальностю інженер-механік з авіадвигунобудування. 
У 1958 —1970 роках працював у Запорізькому машинобудівному конструкторському бюро «Прогрес», де брав участь у створенні й випробуванні авіаційних двигунів АІ-20, АІ-24, АІ-25, Д-30, АІ-7 для літаків АН-10, АН-12, АН-24,1Л-18, ЯК-40, АН-124 під керівництвом конструктора Олександра Івченка. 
У 1964 році  захистив закриту дисертацію на здобуття наукового ступеня кандидата наук в Центральному інституті авіаційного моторобудування імені П. І. Баранова (ЦІАМ) та видав книгу «Вібрація і врівноваження роторів авіадвигунів».
1970 - 1986 рр. — завідувач кафедри опору матеріалів, деталей машин та креслення Хмельницького вищого військового артилерійського командного училища (ХВАКУ). В співпраці з видатними вченими СРСР була підготовлена та видана двотомна монографія «Основи балансировочної техніки», яка стала енциклопедичним посібником.
У 1979 році захистив дисертацію на здобуття наукового ступеня доктора наук в Інституті машинознавства імені А. Благонравова Академії наук СРСР (ІМАШ). В 1980 році Ройзману присвоєне вчене звання професора.
З 1986 року - завідувач кафедри опору матеріалів і теоретичної механіки Хмельницького технологічного інституту побутового обслуговування (нині ХНУ — Хмельницький національний університет), а з 1987 по 2010 роки — завідувач, створеної ним, кафедри прикладної механіки.
У 1991 році Ройзману присвоєно звання «Заслужений діяч науки і техніки України». Єдиний в Україні нагороджений дипломом Міжнародного Алфьоровського фонду підтримки освіти та науки (2011). У 1998 році обраний віце-президентом Національної Ради України з машинознавства.
На початку 2000-х років поєднував свою діяльність в ХНУ з науковою діяльністю в Національній академії Державної прикордонної служби України імені Богдана Хмельницького.
В 2013 році призначений завідувачем кафедри радіоелектронних апаратів та телекомунікацій, а в 2014 — обраний за конкурсом на посаду завідувача кафедри радіотехніки та зв'язку.

## Науковий доробок
Автор багатьох монографічних узагальнень, підручників, посібників; провідний вчений в галузях балансировочної техніки і міцностної надійності в радіоелектроніці, єдиний в Україні доктор технічних наук у цих галузях знань. Під керівництвом Ройзмана захищені 41 кандидатська і 8 докторських дисертацій. Автор майже 500 наукових праць і винаходів. 
Виступав офіційним опонентом в Україні та за її межами. Представляв нові наукові розробки на численних міжнародних конференціях, форумах і конгресах, що проводились у Швейцарії, США, Мексиці, Канаді, Японії, Китаї, Австрії, Польщі, Франції, Німеччині, Литві та інших країнах.
У 1988 р. голова Хмельницької обласної організації Союзу наукових і інженерних об'єднань України. В 1990 р. в Хмельницькому був відкритий відділ Українського відділення Міжнародної організації «Всесвітня лабораторія», і по сумісництву В.П. Ройзмана було призначено науковим керівником цього відділу..